# Therius luridipennis
Therius luridipennis is een keversoort uit de familie Ptilodactylidae. De wetenschappelijke naam van de soort is voor het eerst geldig gepubliceerd in 1849 door Guerin-Meneville.